# Hank Jones Quartet & Quintet Featuring Donald Byrd
Hank Jones Quartet and Quintet Featuring Donald Byrd è un CD di Hank Jones con Donald Byrd, pubblicato dalla Fresh Sound Records nel 2008 (ma anche dalla Savoy Records, MG 12044 e dall'etichetta spagnola Eros Records, ERL 50067). I brani del disco furono registrati il 1º o il 3 novembre 1955 a New York oppure al Van Gelder Studio di Hackensack, New Jersey, (Stati Uniti), tranne il brano Bluebird registrato il 20 dicembre 1955 a New York City, New York.

## Tracce
1. Almost Like Being in Love – 4:40 (Jerome Kern, Oscar Hammerstein II)
2. An Evening at Papa Joe's – 15:14 (Frank Foster)
3. And Then Some – 7:38
4. Summer's Gone – 7:15 (Frank Foster)
5. Don't Blame Me – 6:35 (Frank Wess)
6. Hank's Pranks – 4:51 (Hank Jones)
7. Bluebird – 14:53 (Charlie Parker)

LP a nome del solo Hank Jones dal titolo Quartet-Quintet, pubblicato nel 1956 dalla Savoy Records (MG 12037)
Lato A
1. Almost Like Being in Love – 4:40 (Jerome Kern, Oscar Hammerstein II)
2. An Evening at Papa Joe's – 15:14 (Frank Foster)

Lato B
1. And Then Some – 7:38
2. Summer's Gone – 7:15 (Frank Foster)
3. Don't Blame Me – 6:35 (Frank Wess)

- Il brano Don't Blame Me composto da Frank Wess non è il celebre brano standard di jazz composto peraltro da Dorothy Fields e Jimmy Mc Hugh

## Musicisti
Brani CD - nr. 1, 2, 3, 4, 5 e 6
- Hank Jones - pianoforte
- Donald Byrd - tromba
- Matty Dice - tromba (solo nei brani: An Evening at Papa Joe's e And Then Some)
- Eddie Jones - contrabbasso
- Kenny Clarke - batteria[2][3]

Brano CD - nr. 7
- Hank Jones - pianoforte
- Joe Wilder - tromba
- Herbie Mann - flauto
- Eddie Jones - contrabbasso
- Kenny Clarke - batteria[4]